# 1-й округ департамента Уаза
1-й избирательный округ департамента Уаза включает шестьдесят четыре коммуны округа Бове, включая частично город Бове, и восемьдесят девять коммун округа Клермон. Общая численность избирателей, включённых в списки для голосования в 2017 г. - 82 961 чел.
Действующим депутатом Национального собрания по 1-му округу является Оливье Дассо (фр. Olivier Dassault), (Республиканцы).
|  | Начало срока      | Конец срока       | Депутат      | Партия                             |
|  | ----------------- | ----------------- | ------------ | ---------------------------------- |
|  | 21 июня 2017 г.   | н/вр              | Оливье Дассо | Республиканцы                      |
|  | 18 июня 2012 г.   | 20 июня 2017 г.   | Оливье Дассо | Союз за народное движение          |
|  | 20 июня 2007 г.   | 17 июня 2012 г.   | Оливье Дассо | Союз за народное движение          |
|  | 19 июня 2002 г.   | 19 июня 2007 г.   | Оливье Дассо | Союз за народное движение          |
|  | 01 июня 1997 г.   | 18 июня 2002 г.   | Ив Ром       | Социалистическая партия            |
|  | 02 апреля 1993 г. | 21 апреля 1997 г. | Оливье Дассо | Объединение в поддержку Республики |
|  | 23 июня 1988 г.   | 01 апреля 1993 г. | Оливье Дассо | Объединение в поддержку Республики |

## Результаты выборов
Выборы депутатов Национального собрания 2017 г.:
|                | Кандидат        | Партия                   | Первый тур | Первый тур     | Второй тур | Второй тур |
| Кол-во голосов | Кандидат        | Партия                   | % голосов  | Кол-во голосов | % голосов  |            |
| -------------- | --------------- | ------------------------ | ---------- | -------------- | ---------- | ---------- |
|                | Оливье Дассо    | Республиканцы            | 15 597     | 38,51          | 22 885     | 67,07      |
|                | Дени Флур       | Вперёд, Республика!      | 9773       | 24,13          | 11 237     | 32,93      |
|                | Клер Маре-Бёй   | Национальный фронт       | 7340       | 18,12          |            |            |
|                | Фабьян Нав      | Непокорённая Франция     | 2261       | 5,58           |            |            |
|                | Тьерри Ори      | Коммунистическая партия  | 2025       | 5,00           |            |            |
|                | Жозьян Беклан   | Радикальная левая партия | 1476       | 3,64           |            |            |
|                | Ришар Эм        | Европа Экология Зелёные  | 581        | 1,43           |            |            |
|                | Натали Эну-Деше | Вставай, Франция         | 542        | 1,34           |            |            |
| Прочие         | Прочие          | Прочие                   |            | менее 1 %      |            |            |

Выборы депутатов Национального собрания 2012 г.:
|                | Кандидат          | Партия                    | Первый тур | Первый тур     | Второй тур | Второй тур |
| Кол-во голосов | Кандидат          | Партия                    | % голосов  | Кол-во голосов | % голосов  |            |
| -------------- | ----------------- | ------------------------- | ---------- | -------------- | ---------- | ---------- |
|                | Оливье Дассо      | Союз за народное движение | 21 038     | 43,83          | 26 702     | 58,05      |
|                | Беатрис Лежюн     | Социалистическая партия   | 14 787     | 30,81          | 19 299     | 41,95      |
|                | Сандрин Леруа     | Национальный фронт        | 8320       | 17,34          |            |            |
|                | Мари-Лор Дарригад | Левый фронт               | 2150       | 4,48           |            |            |
| Прочие         | Прочие            | Прочие                    |            | менее 1 %      |            |            |

Выборы депутатов Национального собрания 2007 г.:
|                | Кандидат       | Партия                            | Первый тур | Первый тур     | Второй тур | Второй тур |
| Кол-во голосов | Кандидат       | Партия                            | % голосов  | Кол-во голосов | % голосов  |            |
| -------------- | -------------- | --------------------------------- | ---------- | -------------- | ---------- | ---------- |
|                | Оливье Дассо   | Союз за народное движение         | 23 723     | 49,04          | 27 473     | 58,61      |
|                | Ив Ром         | Социалистическая партия           | 12 581     | 26,01          | 19 404     | 41,39      |
|                | Тома Жоли      | Национальный фронт                | 3013       | 6,23           |            |            |
|                | Оливье Рике    | Демократическое движение          | 2038       | 4,21           |            |            |
|                | Тьерри Ори     | Коммунистическая партия           | 1925       | 3,98           |            |            |
|                | Фредерик Ланьо | Партия зелёных                    | 1174       | 2,43           |            |            |
|                | Эрик Мардила   | Движение за Францию               | 888        | 1,84           |            |            |
|                | Габриель О     | Крайне левые                      | 765        | 1,58           |            |            |
|                | Даниель Кабош  | Охота, рыбалка, природа, традиции | 648        | 1,34           |            |            |
|                | Анжелин Лассар | Крайне левые                      | 578        | 1,19           |            |            |
| Прочие         | Прочие         | Прочие                            |            | менее 1 %      |            |            |